# Hansruedi Hasler
Hansruedi Hasler (* 18. Dezember 1947 in Langenthal, Kanton Bern) ist ein ehemaliger Schweizer Fussballspieler, Trainer und technischer Direktor des Schweizerischen Fussballverbandes. Ab 2011–2013 war er als Technischer Direktor bei den BSC Young Boys tätig. Per Ende Oktober 2013 wurde sein Vertrag mit den Young Boys aufgelöst. Danach übernahm er ein Mandat als Consultant bei der FIFA.
Als Spieler war Hasler aktiv beim SC Burgdorf (1. Liga), dem FC Nordstern BS (NLB) und dem FC Biel-Bienne (NLA). Später war er Spielertrainer beim FC Solothurn (1. Liga) sowie Trainer beim FC Grenchen (NLB) und beim FC Biel-Bienne (NLB). National bekannt wurde er als technischer Direktor des schweizerischen Fussballverbandes (1995–2010), wo er sich um die Nachwuchsförderung, den Breitenfussball und die Trainerausbildung verdient gemacht hat.
2010 erhielt er den Ehrendoktortitel der Philosophisch-humanwissenschaftlichen Fakultät der Universität Bern für seine Verdienste für die Entwicklung des Fussballs als Breiten- und Spitzensport.